# Drepanophorus
Drepanophorus is een geslacht van snoerwormen uit de familie van de Drepanophoridae. 

## Soorten
- Drepanophorus cerinus
- Drepanophorus crassus
- Drepanophorus edwardsi Joubin, 1902
- Drepanophorus gravieri Joubin, 1904
- Drepanophorus massiliensis Joubin, 1894
- Drepanophorus modestus Stiasny-Wijnhoff, 1923
- Drepanophorus ritteri Coe, 1905
- Drepanophorus rubrostriatus Hubrecht, 1879
- Drepanophorus serraticollis Hubrecht, 1874
- Drepanophorus spectabilis